# 松山歩夢
松山 歩夢（まつやま あゆむ、1999年7月21日 - ）は日本の俳優。ATプロダクション所属。

## 人物
特技はヒップホップダンス、バスケットボール、乗馬。乗馬のライセンスを所持している。

## 出演

### テレビドラマ
- 妻と飛んだ特攻兵（2015年8月16日、テレビ朝日） - 少年兵 役
- 子供番組『パニパニパイナ! 2』（2020年7月12日 - 、スカパー、Amazonプライム・ビデオ） - ベントレー王子 役
- 部長と社畜の恋はもどかしい 第2話（2022年1月13日、テレビ東京） - オリエント・ホープ大阪支社の社員 役
- ユニコーンに乗って 第6話（2022年8月9日、TBS） - 栗木三郎 役
- ヒロイン誕生！ドラマチックなオンナたち『北林谷栄×上坂樹里』（2022年10月10日、NHK総合）
- クールドジ男子 第6話（2023年5月20日、テレビ東京）

### 映画
- ナマズのいた夏（2025年2月8日、Power Arts Production）- 高木哲也 役[1]